# Nuovo Cimento
Nuovo Cimento (італ. Новий Дослід) — італійський фізичний науковий журнал. 
Перший номер Nuovo Cimento вийшов у 1855 в Пізі як продовження журналу Il Cimento (італ. Дослід), що виходив із 1844 року. Засновниками нового журналу були Карло Матеуччі та Раффаеле Пірія. З 1897 Nuovo Cimento — офіційний журнал Італійського фізичного товариства. 
З часом журнал розділився на кілька окремих серій:
- Nuovo Cimento A (1965–1999)  був присвячений фізиці елементарних частинок. Серія припинила існування в 1999, злившись з іншими журналами в European Physical Journal.
- Nuovo Cimento B (1965–досі) присвячений теорії відносності, астрономії та математичній фізиці.
- Nuovo Cimento C (1978–досі) присвячений геофізиці, астрофізиці та біофізиці.
- Nuovo Cimento D (1982–1998) був присвячений питанням фізики твердого тіла, атомній фізиці та молекулярній біології. Серія припинила існування влившись у European Physical Journal в 1998.
- Supplemento al Nuovo Cimento (1949–1968) — додаток до Nuovo Cimento
- Lettere al Nuovo Cimento (1969–1986) — серія листів та інших коротких публікацій. Серія припинила існування, влившись у Europhysics Letters в 1986.
- Rivista del Nuovo Cimento (1969–досі) присвячений публікації оглядових статей.

## External links
- Портал Італійського фізичного товариства
- Вебсайт Nuovo Cimento B
- Вебсайт Nuovo Cimento C
- Вебсайт Rivista del Nuovo Cimento

1. ↑  The ISSN portal — Paris: ISSN International Centre, 2005. — ISSN 0029-6341